# Localmente
Localmente es un adverbio usado en topología para denotar la forma en que un determinado subconjunto o espacio topológico cumple una propiedad. Así se dice, que un espacio o conjunto "satisface la propiedad P localmente" si para todo punto x del espacio topológico existe un entorno de x tal que en él se cumple la propiedad P (con independencia de que P se cumpla o no en el resto del espacio topológico situado fuera de ese entorno local).
Por extensión el término localmente y propiedad local ha sido extendido a otras áreas de las matemáticas.

## Propiedades locales alrededor de un punto en una función
Quizás el ejemplo más conocido de la idea de localidad se encuentra en el concepto de mínimo local (o máximo local), que es un punto en una función cuyo valor funcional es el más pequeño (o, respectivamente, el más grande) dentro de un entorno inmediato de puntos. Esto debe contrastarse con la idea de mínimo global (o máximo global), que corresponde al mínimo (o, respectivamente, máximo) de la función en todo su dominio.

## Propiedades de un solo espacio
Un espacio topológico a veces se dice que exhibe una propiedad localmente, si la propiedad se muestra "cerca" de cada punto de una de las siguientes maneras:  
1. Cada punto tiene un entorno que exhibe la propiedad;
2. Cada punto tiene una base de entornos de conjuntos que exhiben la propiedad.

Aquí, cabe señalar que la condición (2) es en su mayoría más fuerte que la condición (1), y que se debe tener especial cuidado en distinguir entre ambas. Por ejemplo, pueden surgir variaciones en la definición de compacidad local como resultado de la elección de estas condiciones.  

### Ejemplos
- Espacios topológicos localmente compactos
- Espacios topológicos localmente conexo y localmente conexo por caminos
- Localmente Hausdorff, localmente regular, localmente normal, etc.
- Localmente metrizables

## Propiedades de equivalencia local entre dos espacios
Dado un cierto tipo de equivalencia (por ejemplo, homeomorfismo, difeomorfismo, isometría) entre espacios topológicos, se dice que dos espacios son localmente equivalentes si cada punto del primer espacio tiene un entorno que es equivalente a un entorno del segundo espacio.  
Por ejemplo, la circunferencia y la recta son objetos muy diferentes. No se puede estirar la circunferencia para que se parezca a la recta, ni comprimir la recta para que encaje en la circunferencia sin dejar huecos o superposiciones. Sin embargo, un pequeño fragmento de la circunferencia se puede estirar y aplanar para parecerse a un pequeño fragmento de la recta. Por esta razón, se puede decir que la circunferencia y la recta son localmente equivalentes.  
De manera similar, la esfera y el plano son localmente equivalentes. Un observador lo suficientemente pequeño de pie sobre la superficie de una esfera (por ejemplo, una persona sobre la Tierra) la percibiría indistinguible de un plano.  

## Propiedades de grupos infinitos
Para un grupo infinito, un "pequeño entorno" se toma como un subgrupo finitamente generado. Un grupo infinito se dice que es localmente P si cada subgrupo finitamente generado es P. Por ejemplo, un grupo es localmente finito si cada subgrupo finitamente generado es finito, y un grupo es localmente soluble si cada subgrupo finitamente generado es un grupo soluble.  

## Propiedades de grupos finitos
Para los grupos finitos, un "pequeño entorno" se toma como un subgrupo definido en términos de un número primo p, generalmente los subgrupos locales, los normalizadores de los subgrupos p-no triviales. En este caso, se dice que una propiedad es local si puede detectarse a partir de los subgrupos locales. Las propiedades globales y locales constituyeron una parte significativa del trabajo inicial en la clasificación de grupos simples finitos, que se llevó a cabo durante la década de 1960.  

## Propiedades de los anillos conmutativos
Para los anillos conmutativos, las ideas de la geometría algebraica hacen que sea natural considerar un "pequeño entorno" de un anillo como la localización en un ideal primo. En este caso, se dice que una propiedad es local si puede detectarse a partir de los anillos locales. Por ejemplo, ser un módulo plano sobre un anillo conmutativo es una propiedad local, pero ser un módulo libre no lo es. Para más información, véase localización de un módulo.  